# Ярцево (Красноярский край)
Я́рцево — село в Енисейском районе Красноярского края. Расположено в среднем течении  Енисея между двумя крупными левыми притоками — реками Касом и Сымом; у южной окраины находится устье реки Галактионихи. Административный центр Ярцевского сельсовета.

## История
В 1605 году кетские казаки основали зимовье-острог вблизи устья реки Сым, на месте которого впоследствии образовалось село Ярцево. «Энциклопедический словарь Брокгауза и Эфрона», изданный в 1894 году, упоминает о селе Ярцево: «Небольшие деревни Ярцевское и Дубческое примечательны тем, что они были первыми сельскими поселениями в Енисейском крае, основанными вскоре после постройки Туруханска». Однако в настоящее время исследователи предполагают, что Ярцево могло появиться раньше Туруханска. В числе первых поселенцев были крестьяне Высотины, Зыряновы, Коноваловы и мещане Шадрины, пришедшие в эти места из-за Урала. «Ведомости о жительствующих в приходе», составленные священником ярцевской Благовещенской церкви М. П. Коноваловым (1798), являются первым сохранившимся документом, упоминающим Ярцево. Согласно этому документу, в деревне на тот момент числилось 14 домов. Жители села занимались охотой и рыболовством.

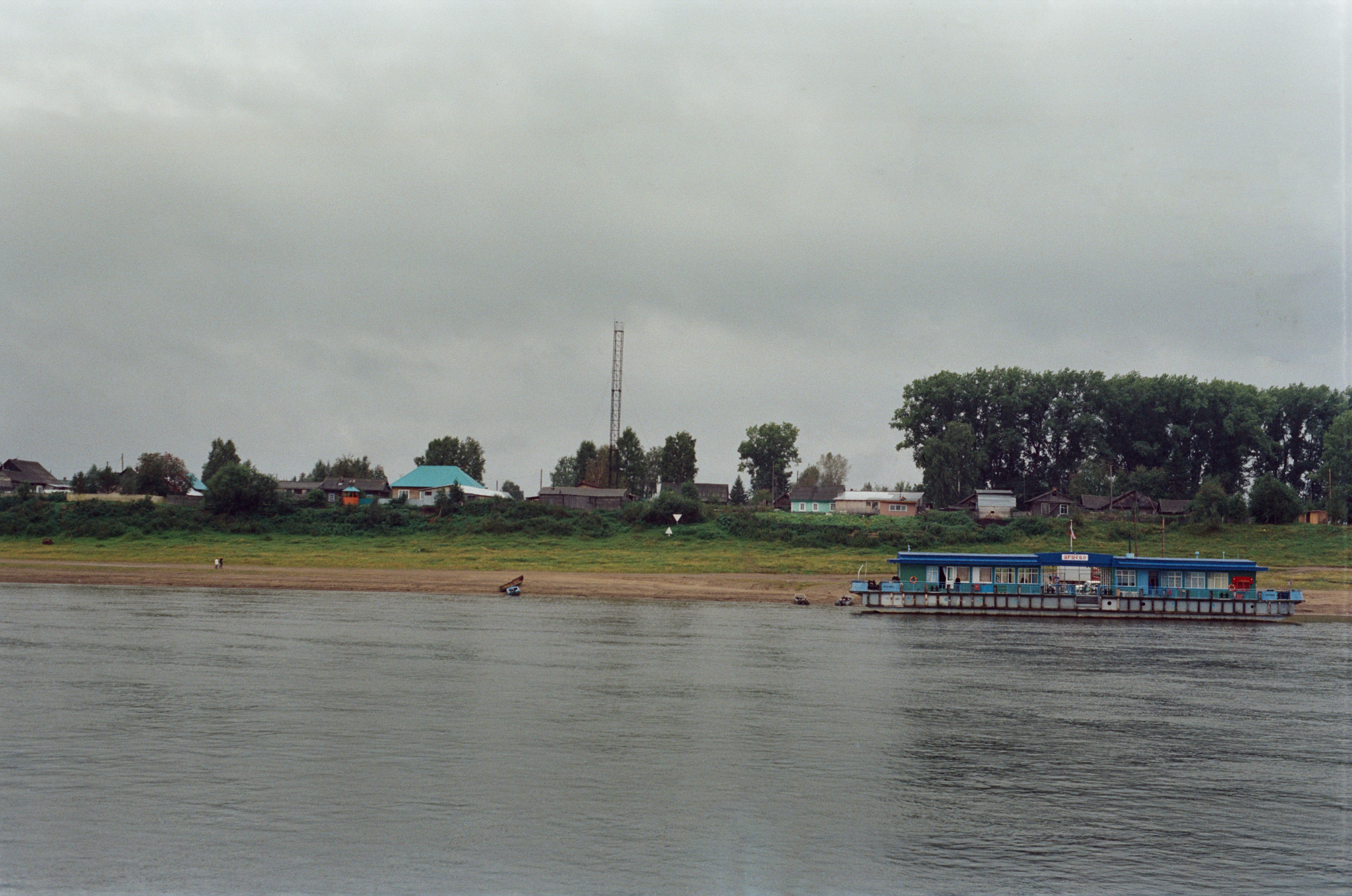
Вид на Ярцево с Енисея

После революции 1917 года основным занятием ярцевцев было сельское хозяйство. В 1930 году в селе был создан колхоз «Северный пахарь», объединивший население села в обработке сельхозугодий. В Ярцеве также занимались животноводством. Развивались лесозаготовки. Ярцевский леспромхоз, являвшийся одним из самых крупных в лесной отрасли советского государства, сплавлял сотни тысяч кубометров отборной древесины для Игарского лесопильно-перевалочного комбината, а также для Норильска и столицы Таймыра — Дудинки. В 1980-х годах объём производства деловой древесины достигал 500 тысяч кубометров в год.
В 1941—1956 годах Ярцево — центр Ярцевского района Красноярского края.

## Население
| 2010 | 2016  |
| ---- | ----- |
| 1610 | ↘1367 |

Население, не занятое на производстве, занимается в основном охотой и рыбной ловлей. Часть населения — староверы часовенного согласия. Проживает также небольшая группа югов. 

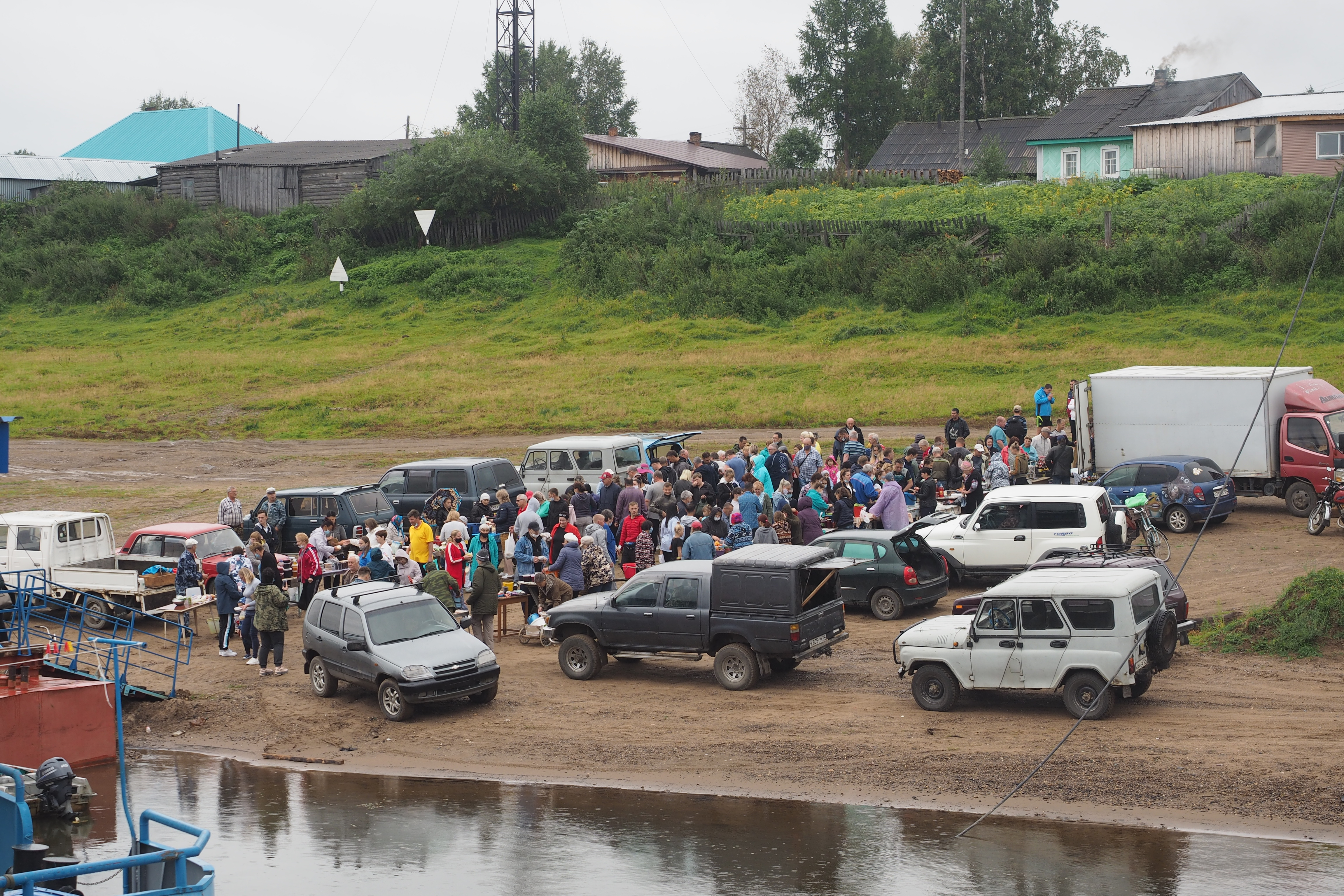
Торговля у причала Ярцево во время остановки теплохода транспортной линии (2020)

## Местное самоуправление
Предыдущий глава — Жарковский Анатолий Викторович

## Экономика
Предприятия: Ярцевский комплексный леспромхоз (ликвидирован в 2007 году), Нижне-Енисейский лесхоз.

## Инфраструктура
Организации и учреждения: участковая больница на 50 коек, поликлиника, отделение авиационной охраны лесов от пожаров, отделение полиции. Ряд мелких коммерческих предприятий.
Школа
В 1897 году в селе было открыто одноклассное училище Министерства народного просвещения. Закон Божий и большинство предметов преподавал в нём батюшка местной Благовещенской церкви отец Серафим Прозоровский. В одном классе вместе учились несколько мальчиков и девочек.
После революции и во время гражданской войны школа в селе бездействовала. В 1923 году новый председатель сельсовета Еланский начал среди крестьян сбор средств на открытие школы. Удалось собрать 15 тысяч пудов хлеба и 200 беличьих шкурок, на которые были закуплены парты и учебные пособия, найдено помещение для школы. Договорились с хозяином большой усадьбы на нынешней улице Советской Ильей Коноваловым, что до строительства специального помещения дети будут заниматься в большой комнате его дома. Первый и второй, а затем и третьи классы занимались вместе. В 1924 году, после смерти В. И. Ленина, местные жители решили увековечить его память строительством на Советской улице Народного дома. Дом построили за год на собранные среди населения деньги. В нём разместились клуб и школа. Позднее для школы построили отдельное здание там, где сейчас тополиный парк. Его заложили вокруг школы. Ярцевская школа традиционно славилась отменными учителями и высоким качеством преподавания. Много лет школой руководила Отличник народного образования России Галина Павловна Куликова. Среди бывших учеников школы немало известных всей стране людей: дипломат Василий Высотин, писатель Михаил Перевозчиков, актриса Тамара Семичева и многие другие.
Сейчас школа представляет собой большое кирпичное трёхэтажное здание, с современным оборудованием и высококвалифицированным преподавательским составом и количеством учащихся более 400 человек.

## Русская православная церковь
В 1679 году в Ярцево была построена деревянная церковь во имя Благовещения Пресвятой Богородицы с колокольней на одном столбе и тремя колоколами. Главным предназначением церкви было обращение в православную веру кетов и эвенков, что ярцевские священники успешно и делали. К 1796, когда «Тщанием прихожан при помощи доброхотных деятелей» была построена и освещена каменная церковь, число новокрещённых остяков обоего пола возросло до 273 человек. Русских жителей в Большом и Малом Ярцево было 13 семей. Крестьяне Высотины, Коноваловы, Зыряновы, Бессольцыны, Нифантьевы и мещане Шадрины, Патрушевы и Корниловы. Все население прихода составляло около шестисот человек. Первым священником в новой церкви был Михаил Коновалов. Эту церковь разрушили в годы Советской власти. На её фундаменте сейчас стоит здание зверопромхоза. Это самое высокое место в селе, только дважды за всю историю оно заливалось весенними наводнениями. Ни чертежей, ни фотографий церкви не сохранилось. Но есть описание её, сделанное 1832 году: «Церковь каменная, одноэтажная, длинною одиннадцать сажен, шириной пять сажен. Два придела: первый на стороне холодной во имя Благовещения Пресвятой Богородицы, второй с полуденной стороны во имя святых первопрестольных Петра и Павла. Колокольня и приделы кирпичные». На колокольне было четыре колокола: большие 8 и 10 пудов и два малых по 1 пуду. При церкви существовала библиотека, насчитывающая 51 книгу, в их числе Евангелие в кожаном переплете, отпечатанное в Москве в 1743 году. Иконостас состоял из 36 разных икон. В Ярцевский Благовещенский приход входили и соседние русские поселения: Нижне-Шадрино, Фомка, Никулино, Тонковское зимовье и всё инородческое население. В 1911 году в Никулино, а в 1916-м — в Нижне-Шадрино были построены часовни.
Последним дореволюционным священником был отец Серафим Прозоровский. Он же преподавал и в открытом в 1907 году одноклассном министерском училище. А последним приходским старостой до переворота 1917 года был Григорий Максимович Шадрин.
Ярцевский Благовещенский приход был восстановлен в 1995 году стараниями инокини Хрисии (Косенковой). В феврале следующего года администрация села передала под строительство нового здания церкви участок земли с начатым деревянным срубом. Благочинный Енисейского района протоиерей Геннадий (Фаст) освятил место и строительство храма началось. Он был возведен на пожертвования прихожан, предприятий и организаций за один год. 7 апреля 1997 года впервые после восьмидесятилетнего перерыва колокольной звон созвал ярцевских христиан на молебен.

## Достопримечательности
Тополиный парк
Тополиный парк — это вечный памятник землякам, не вернувшихся с полей сражений Великой Отечественной войны. Более шестисот ярцевцев ушли за годы войны на фронт, половина из них осталось лежать в земле сырой от Москвы до Берлина.
Половодьем 1939 года принесло откуда-то и выбросило на берег выше Ярцево могучий чёрный тополь. Такие тополя произрастают только на юге края в Минусинской котловине. Учителя Г. И. Шилер и Г. А. Попова со старшими школьниками нарезали с тополя побеги и посадили около школы. Побеги укоренились, пошли в рост. Весной сорок первого уже с подросших топольков нарезали отростков и расширили парк. Сегодня посадили, а на следующий день началась война.
Позднее в центре тополиного парка поставили скромный памятник. Навечно выбиты на нём более трехсот фамилий: Высотины, Соколовы, Коноваловы и другие. На памятнике встретились навечно отцы, сыновья и братья. А на сельском кладбище покоится ещё один Соколов — герой Порт-Артура, георгиевский кавалер Степан Иванович. И недалеко, под звездой — погибший в Афганистане племянник писателя Виктора Астафьева. Защищать Родину, не щадя живота своего, в традициях Ярцево, идущих, наверное, ещё от его отважных основателей. В июне 2005 года выпускники и учителя ярцевской средней школы, приехавшие к ним в гости земляки из Красноярска, среди которых был и лейтенант запаса Федор Михайлович Писарев, садивший тополя ещё в 1939 году, посадили новые тополя. Серебристые, утверждают, что они тоже не должны расти на севере. Но ведь чёрные в Ярцево выросли. Жители села верят, что вырастут и серебристые. Память о погибших будет вечной.

## Стихийные бедствия

### Наводнение 1870 года
В апреле 1870 года наводнением было смыто 28 дворов. Остались три повреждённых дома.

### Наводнение 2013 года
3 мая 2013 года в Ярцево началось сильное наводнение. Напротив села образовался большой затор льда и вода хлынула по реке Галактиониха в обратном направлении. Ночью с 4 на 5 мая затопило почти всю деревню, даже те места, которые не были затоплены в 2000 году. Некоторые дома были затоплены вместе с мебелью и техникой, которую народ в спешке не успел эвакуировать. Службы МЧС начали проводить экстренную эвакуацию населения, а также бомбёжку ледовых заторов, но ситуацию это не улучшило и вода продолжала прибывать.
С 4—5 мая уровень реки Енисей превысил критическую отметку в 13 метров, самый большой уровень был достигнут в ночь на 5 мая — он превысил отметку в 16 метров. В общей сложности от наводнения пострадало более 100 домов, наиболее пострадали улицы Предмостная, Мира, Суворова и Заречная. Ситуация была осложнена тем, что вместе с водой в село хлынул лед, который снес часть построек и столбы линии электропередач. 6 мая затор прорвало и в 4 часа утра вода начала уходить. 7 мая затор образовался ниже по течению и вода снова начала прибывать, село вновь было затоплено. 8 мая вода окончательно ушла.
После наводнения из-за повреждений в системе электропередач и затопления электростанции село оставалось без электричества шесть дней. Начались ремонтно восстановительные работы, которые продолжались до поздней осени. Жителям Ярцево, пострадавшим от наводнения, была оказана материальная помощь.

## В культуре
Ярцево — прообраз посёлка Чуш из знаменитой «Царь-рыбы» Виктора Астафьева.